# Я — Иван, ты — Абрам
«Я — Ива́н, ты — Абра́м» (бел. Я — Іван, ты — Абрам, фр. Moi Ivan, toi Abraham) — французско-белорусский художественный фильм 1993 года. Фильм был показан на Варшавском кинофестивале 1993 года.

## Сюжет
Действие фильма разворачивается в 1930-е годы, незадолго до еврейского погрома в одном польском приграничном местечке, ставшем своеобразной эмиграционной зоной. Два подростка — Иван и Абрам — удирают от диктата взрослых в большую жизнь. На розыски беглецов отправляются сестра Абрама Рахиль и её жених, коммунист-подпольщик Аарон, для которых это поручение — всего лишь возможность вместе провести счастливые дни…

## В ролях
- Рома Александрович — Абрам
- Саша Яковлев — Иван
- Владимир Машков — Аарон
- Мария Липкина — Рахиль
- Александр Калягин — Мордхе
- Ролан Быков — Нахман
- Зиновий Гердт — Залман
- Алексей Серебряков
- Армен Джигарханян — бродячий учитель
- Алексей Горбунов
- Лика Кремер — Маня
- Даниэль Ольбрыхский — Степан
- Олег Янковский — Князь
- Владимир Шакало
- Борис Репетур

## Съёмочная группа
- Режиссёр: Йоланда Зоберман[фр.]
- Сценарий: Йоланда Зоберман
- Оператор: Жан-Марк Фабр
- Композитор: Гедалия Тазартес
- Продюсеры: Рене Клейтман, Жан-Люк Ормьер
- Aссистент режиссёра: Николай Орлов

## Награды
- Премия молодёжного жюри (французское кино) на Каннском кинофестивале в 1993 году.
- Главный приз «Золотой Георгий» Московского международного кинофестиваля в 1993 году.